# Lista de prêmios e indicações recebidos por Pedro Almodóvar
Esta página reúne os principais prêmios indicações recebidos pelo cineasta, produtor e ator Pedro Almodóvar.

## Óscar
Concedido pela Academia de Artes e Ciências Cinematográficas de Hollywood, Almodóvar recebeu quatro indicações (a quinta foi para a atriz Penélope Cruz, estrela de Volver) nas categorias Melhor Filme Estrangeiro, Melhor Diretor e Melhor Roteiro Original.
| Ano  | Categoria                | Título do Filme                         | Vencedor/Indicado |
| ---- | ------------------------ | --------------------------------------- | ----------------- |
| 1988 | Melhor Filme Estrangeiro | Mulheres à Beira de um Ataque de Nervos | Indicado          |
| 1999 | Melhor Filme Estrangeiro | Tudo Sobre Minha Mãe                    | Vencedor          |
| 2002 | Melhor Diretor           | Fale com Ela                            | Indicado          |
| 2002 | Melhor Roteiro Original  | Fale com Ela                            | Vencedor          |

## Globo de Ouro
Concedido pela Associação da Imprensa Estrangeira de Hollywood, tem reconhecido  frequentemente os filmes almodovarianos que já foram indicado oito vezes, vencendo em duas ocasiões.
| Ano  | Categoria                | Título do Filme                         | Vencedor/Indicado |
| ---- | ------------------------ | --------------------------------------- | ----------------- |
| 1988 | Melhor Filme Estrangeiro | Mulheres à Beira de um Ataque de Nervos | Indicado          |
| 1991 | Melhor Filme Estrangeiro | De Salto Alto                           | Indicado          |
| 1999 | Melhor Filme Estrangeiro | Tudo Sobre Minha Mãe                    | Vencedor          |
| 2002 | Melhor Filme Estrangeiro | Fale com Ela                            | Vencedor          |
| 2006 | Melhor Filme Estrangeiro | Volver                                  | Indicado          |
| 2009 | Melhor Filme Estrangeiro | Abraços Partidos                        | Indicado          |
| 2011 | Melhor Filme Estrangeiro | A Pele que Habito                       | Indicado          |

## BAFTA
Concedido pela Academia Britânica de Artes Cinematográficas e Televisivas, esteve entre as que mais premiou o diretor. Ele e seus filmes foram indicados 10 vezes, vencendo quatro.
| Ano  | Categoria                | Título do Filme                         | Vencedor/Indicado |
| ---- | ------------------------ | --------------------------------------- | ----------------- |
| 1988 | Melhor Filme Estrangeiro | Mulheres à Beira de um Ataque de Nervos | Indicado          |
| 1998 | Melhor Filme Estrangeiro | Carne Trêmula                           | Indicado          |
| 1999 | Melhor Filme Estrangeiro | Tudo Sobre Minha Mãe                    | Vencedor          |
| 1999 | Melhor Roteiro Original  | Tudo Sobre Minha Mãe                    | Indicado          |
| 1999 | Melhor Diretor           | Tudo Sobre Minha Mãe                    | Indicado          |
| 2002 | Melhor Filme Estrangeiro | Fale com Ela                            | Vencedor          |
| 2002 | Melhor Roteiro Original  | Fale com Ela                            | Vencedor          |
| 2006 | Melhor Filme Estrangeiro | Volver                                  | Indicado          |
| 2011 | Melhor Filme Estrangeiro | A Pele que Habito                       | Vencedor          |

## Cannes Film Festival
O principal festival de cinema do mundo premiou Pedro Almodóvar quatro vezes.   
| Ano  | Categoria                   | Título do Filme      | Vencedor/Indicado |
| ---- | --------------------------- | -------------------- | ----------------- |
| 1999 | Melhor Diretor              | Tudo Sobre Minha Mãe | Vencedor          |
| 1999 | Melhor Filme - Juri Popular | Tudo Sobre Minha Mãe | Vencedor          |
| 2006 | Melhor Roteiro              | Volver               | Vencedor          |
| 2011 | Prêmio da Juventude         | A Pele Que Habito    | Vencedor          |

## Goya
A honraria máxima do cinema espanhol, oferecido pela Academia Espanhola de Cinema, reserva, de maneira geral, grande espaço para os filmes almodovarianos, ao todo foram 100 indicações para seus filmes, sendo 20 para o próprio Almodóvar, que resultaram em seis vitórias para o cineasta.
| Ano  | Categoria                        | Título do Filme                         | Vencedor/Indicado |
| ---- | -------------------------------- | --------------------------------------- | ----------------- |
| 1989 | Melhor Filme                     | Mulheres à Beira de um Ataque de Nervos | Vencedor          |
| 1989 | Melhor Diretor - Pedro Almodóvar | Mulheres à Beira de um Ataque de Nervos | Indicado          |
| 1989 | Melhor Roteiro Original          | Mulheres à Beira de um Ataque de Nervos | Vencedor          |
| 1991 | Melhor Filme                     | ¡Átame!                                 | Indicado          |
| 1991 | Melhor Diretor                   | ¡Átame!                                 | Indicado          |
| 1991 | Melhor Roteiro Original          | ¡Átame!                                 | Indicado          |
| 2000 | Melhor Filme                     | Tudo Sobre Minha Mãe                    | Vencedor          |
| 2000 | Melhor Diretor                   | Tudo Sobre Minha Mãe                    | Vencedor          |
| 2000 | Melhor Roteiro Original          | Tudo Sobre Minha Mãe                    | Indicado          |
| 2003 | Melhor Filme                     | Fale com Ela                            | Indicado          |
| 2003 | Melhor Diretor                   | Fale com Ela                            | Indicado          |
| 2003 | Melhor Roteiro Original          | Fale com Ela                            | Indicado          |
| 2005 | Melhor Filme                     | Má Educação                             | Indicado          |
| 2005 | Melhor Diretor                   | Má Educação                             | Indicado          |
| 2007 | Melhor Filme                     | Volver                                  | Vencedor          |
| 2007 | Melhor Direção                   | Volver                                  | Vencedor          |
| 2007 | Melhor Roteiro Original          | Volver                                  | Indicado          |
| 2012 | Melhor Filme                     | A Pele que Habito                       | Indicado          |
| 2012 | Melhor Direção                   | A Pele que Habito                       | Indicado          |
| 2012 | Melhor Roteiro Adaptado          | A Pele que Habito                       | Indicado          |

## Outros Prêmios
O diretor foi lembrado ainda em diversas outras premiações

- Ganhou o prêmio Teddy de Melhor Filme de Lançamento, no Festival de Berlim, por "A Lei do Desejo" (1987).
- Ganhou em 1988 o prêmio Osella de Ouro, no Festival de Veneza, por seu trabalho como roteirista em "Mulheres À Beira de um Ataque de Nervos" (1988).
- Recebeu uma indicação ao Independent Spirit Awards de Melhor Filme Estrangeiro, por "Tudo Sobre Minha Mãe" (1999).
- Recebeu três indicações ao Cesar de Melhor Filme Estrangeiro, por "Ata-me!" (1990, "De Salto Alto" (1991) e "Tudo Sobre Minha Mãe" (1999). Venceu em 1991 e 1999.
- Ganhou um César honorário, em 1999.
- Ganhou o Prêmio da Audiência, no European Film Festival, por "Tudo Sobre Minha Mãe" (1999).
- Ganhou o Prêmio European Film, no European Film Festival, por "Mulheres À Beira de um Ataque de Nervos" (1988).
- Ganhou o Grande Prêmio Cinema Brasil de Melhor Filme Estrangeiro, por "Tudo Sobre Minha Mãe" (1999).
- Ganhou o Kikito de Ouro de Melhor Diretor, no Festival de Gramado, por "De Salto Alto" (1991).
- Recebeu uma indicação ao Kikito de Ouro de Melhor Filme Ibero-Americano, no Festival de Gramado, por "De Salto Alto" (1991).
- Ganhou em 2000 o Prêmio International Filmmaker, no Festival Internacional de Palm Springs.
- Ganhou o prêmio FIPRESCI de Filme do Ano, no Festival Internacional de San Sebastián, por seu trabalho em "Tudo Sobre Minha Mãe" (1999).
- Ganhou o Prêmio Escolha do Público, no Festival Internacional de Toronto, por "Mulheres À Beira de um Ataque de Nervos" (1988).
- Recebeu uma indicação ao Satélite de Ouro de Melhor Filme Estrangeiro, no Festival Golden Satellite, por "Carne Trêmula" (1997).
- Ganhou o Prêmio Bodil de Melhor Filme Não-Americano, por "Tudo Sobre Minha Mãe" (1999).
- Ganhou o Prêmio Círculo Precolombiano de Ouro, no Festival de Bogotá, nas categorias de Melhor Diretor e Melhor Roteiro, por "A Lei do Desejo" (1987).
- Ganhou o prêmio de Melhor Filme Estrangeiro, no German Film Awards, por seu trabalho em "Tudo Sobre Minha Mãe" (1999).
- Recebeu uma indicação ao Ariel de Prata de Melhor Filme Latino-Americano, no Festival da Academia do México, por "Tudo Sobre Minha Mãe" (1999).
- Ganhou o prêmio Internacional Fantasi Film de Melhor Diretor, no Fantasporto, por "Matador" (1986).